# Annesley (Automobilhersteller)
Annesley war ein US-amerikanischer Hersteller von Automobilen.

## Unternehmensgeschichte
Charles G. Annesley wurde bekannt als der Käufer des ersten Fahrzeugs von Henry Ford 1896. Er stellte 1899 in Detroit in Michigan einige Kraftfahrzeuge her. Der Markenname lautete Annesley. Walter L. Marr, der später die Marr Autocar Company leitete, war ebenfalls beteiligt. Anschließend war Annesley bei der Buffalo Gas Engine Company beschäftigt. Nach seiner Rückkehr nach Detroit 1914 stellte er zusammen mit C. A. Gonolay erneut Fahrzeuge her. Dieses Mal blieb es bei Prototypen.

## Fahrzeuge
1899 entstanden sieben Fahrzeuge. Die vier Elektroautos wurden von Elektromotoren angetrieben. Drei weitere Autos hatten einen Ottomotor.
Das Fahrzeug von 1914 hatte einen Vierzylindermotor. Der Fahrgestell hatte 259 cm Radstand und 112 cm Spurweite. Die offene Karosserie bot Platz für zwei Personen nebeneinander. Die Höchstgeschwindigkeit war mit 80 km/h angegeben.